# فهرست خورشیدگرفتگی‌های سده ۳ (پیش از میلاد)
این فهرست شامل خورشیدگرفتگی‌های قرن سوم پیش از میلاد است که در طی دورهٔ سال ۲۰۱ پیش از میلاد تا ۳۰۰ پیش از میلاد روی داده‌اند. در این دوره، ۲۲۶ خورشیدگرفتگی رخ داد که ۸۳ مورد آن خورشیدگرفتگی جزئی، ۶۲ مورد خورشیدگرفتگی حلقه‌ای، ۵۷ خورشیدگرفتگی کامل و ۲۴ مورد نیز از نوع خورشیدگرفتگی مرکب بود.
| تاریخ          | زمان بزرگ‌ترین گرفتگی | چرخه ساروس | نوع    | قدر    | مدت زمان            | مکان                                            | مسیر گرفتگی            | ناحیه جغرافیایی | منبع(ها) |
| -------------- | -------------------- | ---------- | ------ | ------ | ------------------- | ----------------------------------------------- | ---------------------- | --------------- | -------- |
| ۳۰ ژانویه ۳۰۰  | ۰۰:۰۶:۱۰             | ۵۵         | حلقه‌ای | ۰٫۹۲۵۴ | 08 دقیقه و 15 ثانیه | ۳۵°۴۲′جنوبی ۱۱۱°۱۸′غربی / ۳۵٫۷°جنوبی ۱۱۱٫۳°غربی | ۲۹۵ کیلومتر (۱۸۳ مایل) |                 | [ ۱ ]    |
| ۲۶ ژوئیه ۳۰۰   | ۰۴:۴۰:۳۶             | ۶۰         | Total  | ۱٫۰۵۹۳ | 04 دقیقه و 50 ثانیه | ۳۵°۰۰′شمالی ۱۷۴°۰۰′شرقی / ۳۵٫۰°شمالی ۱۷۴٫۰°شرقی | ۲۰۱ کیلومتر (۱۲۵ مایل) |                 | [ ۱ ]    |
| ۱۹ ژانویه ۲۹۹  | ۰۱:۲۳:۲۱             | ۶۵         | حلقه‌ای | ۰٫۹۵۳۱ | 05 دقیقه و 49 ثانیه | ۱°۲۴′شمالی ۱۴۵°۱۸′غربی / ۱٫۴°شمالی ۱۴۵٫۳°غربی   | ۱۸۶ کیلومتر (۱۱۶ مایل) |                 | [ ۱ ]    |
| ۱۵ ژوئیه ۲۹۹   | ۱۸:۰۱:۱۶             | ۷۰         | مرکب   | ۱٫۰۰۸۹ | 00 دقیقه و 59 ثانیه | ۷°۴۲′جنوبی ۳۸°۳۶′غربی / ۷٫۷°جنوبی ۳۸٫۶°غربی     | ۳۶ کیلومتر (۲۲ مایل)   |                 | [ ۱ ]    |
| ۸ ژانویه ۲۹۸   | ۰۹:۳۳:۱۴             | ۷۵         | جزئی   | ۰٫۸۵۸۸ | —                   | ۶۴°۱۸′شمالی ۶۹°۳۶′شرقی / ۶۴٫۳°شمالی ۶۹٫۶°شرقی   | —                      |                 | [ ۱ ]    |
| ۵ ژوئن ۲۹۸     | ۱۰:۱۲:۵۲             | ۴۲         | جزئی   | ۰٫۱۰۱۱ | —                   | ۶۷°۴۲′شمالی ۸۷°۲۴′غربی / ۶۷٫۷°شمالی ۸۷٫۴°غربی   | —                      |                 | [ ۱ ]    |
| ۵ ژوئیه ۲۹۸    | ۰۰:۳۰:۰۹             | ۸۰         | جزئی   | ۰٫۴۰۱۷ | —                   | ۶۵°۰۰′جنوبی ۱۵۰°۱۲′غربی / ۶۵٫۰°جنوبی ۱۵۰٫۲°غربی | —                      |                 | [ ۱ ]    |
| ۲۹ نوامبر ۲۹۸  | ۱۳:۰۲:۲۵             | ۴۷         | Total  | ۱٫۰۲۹۸ | 01 دقیقه و 28 ثانیه | ۷۵°۰۶′جنوبی ۱۱۷°۱۸′غربی / ۷۵٫۱°جنوبی ۱۱۷٫۳°غربی | ۸۱۵ کیلومتر (۵۰۶ مایل) |                 | [ ۱ ]    |
| ۲۴ مه ۲۹۷      | ۱۰:۵۶:۱۲             | ۵۲         | حلقه‌ای | ۰٫۹۵۴۵ | 03 دقیقه و 45 ثانیه | ۶۷°۱۸′شمالی ۵۷°۳۶′شرقی / ۶۷٫۳°شمالی ۵۷٫۶°شرقی   | ۲۵۰ کیلومتر (۱۶۰ مایل) |                 | [ ۱ ]    |
| ۱۸ نوامبر ۲۹۷  | ۰۳:۴۱:۲۸             | ۵۷         | مرکب   | ۱٫۰۱۳۳ | 01 دقیقه و 11 ثانیه | ۳۸°۱۸′جنوبی ۱۷۶°۰۰′شرقی / ۳۸٫۳°جنوبی ۱۷۶٫۰°شرقی | ۴۹ کیلومتر (۳۰ مایل)   |                 | [ ۱ ]    |
| ۱۳ مه ۲۹۶      | ۱۶:۱۷:۴۱             | ۶۲         | مرکب   | ۱٫۰۰۵۱ | 00 دقیقه و 34 ثانیه | ۱۴°۱۲′شمالی ۷°۳۶′غربی / ۱۴٫۲°شمالی ۷٫۶°غربی     | ۱۸ کیلومتر (۱۱ مایل)   |                 | [ ۱ ]    |
| ۷ نوامبر ۲۹۶   | ۱۳:۰۶:۵۳             | ۶۷         | حلقه‌ای | ۰٫۹۵۸۷ | 05 دقیقه و 03 ثانیه | ۵°۴۲′شمالی ۴۲°۴۸′شرقی / ۵٫۷°شمالی ۴۲٫۸°شرقی     | ۱۶۱ کیلومتر (۱۰۰ مایل) |                 | [ ۱ ]    |
| ۳ مه ۲۹۵       | ۰۴:۴۷:۲۷             | ۷۲         | Total  | ۱٫۰۵۰۵ | 04 دقیقه و 11 ثانیه | ۳۸°۲۴′جنوبی ۱۷۸°۵۴′شرقی / ۳۸٫۴°جنوبی ۱۷۸٫۹°شرقی | ۲۸۲ کیلومتر (۱۷۵ مایل) |                 | [ ۱ ]    |
| ۲۷ اکتبر ۲۹۵   | ۱۵:۱۷:۲۴             | ۷۷         | جزئی   | ۰٫۸۰۴۱ | —                   | ۷۱°۰۰′شمالی ۵۸°۵۴′شرقی / ۷۱٫۰°شمالی ۵۸٫۹°شرقی   | —                      |                 | [ ۱ ]    |
| ۲۴ مارس ۲۹۴    | ۱۴:۱۰:۰۴             | ۴۴         | جزئی   | ۰٫۹۷۵۱ | —                   | ۷۱°۴۸′شمالی ۶۰°۵۴′غربی / ۷۱٫۸°شمالی ۶۰٫۹°غربی   | —                      |                 | [ ۱ ]    |
| ۲۲ آوریل ۲۹۴   | ۲۱:۳۱:۵۶             | ۸۲         | جزئی   | ۰٫۰۴۴۵ | —                   | ۷۰°۵۴′جنوبی ۲۸°۱۸′غربی / ۷۰٫۹°جنوبی ۲۸٫۳°غربی   | —                      |                 | [ ۱ ]    |
| ۱۶ سپتامبر ۲۹۴ | ۲۱:۳۸:۴۱             | ۴۹         | جزئی   | ۰٫۶۰۰۸ | —                   | ۷۱°۴۲′جنوبی ۱۶۳°۴۸′غربی / ۷۱٫۷°جنوبی ۱۶۳٫۸°غربی | —                      |                 | [ ۱ ]    |
| ۱۳ مارس ۲۹۳    | ۰۴:۲۱:۱۵             | ۵۴         | مرکب   | ۱٫۰۱۳۴ | 01 دقیقه و 22 ثانیه | ۱۳°۰۰′شمالی ۱۷۰°۰۰′شرقی / ۱۳٫۰°شمالی ۱۷۰٫۰°شرقی | ۴۸ کیلومتر (۳۰ مایل)   |                 | [ ۱ ]    |
| ۵ سپتامبر ۲۹۳  | ۰۵:۳۳:۵۸             | ۵۹         | مرکب   | ۱٫۰۱۲۳ | 01 دقیقه و 14 ثانیه | ۱۶°۱۲′جنوبی ۱۴۶°۴۸′شرقی / ۱۶٫۲°جنوبی ۱۴۶٫۸°شرقی | ۴۷ کیلومتر (۲۹ مایل)   |                 | [ ۱ ]    |
| ۲ مارس ۲۹۲     | ۱۱:۵۱:۴۴             | ۶۴         | حلقه‌ای | ۰٫۹۵۵۹ | 04 دقیقه و 42 ثانیه | ۳۴°۰۰′جنوبی ۷۲°۳۰′شرقی / ۳۴٫۰°جنوبی ۷۲٫۵°شرقی   | ۱۷۸ کیلومتر (۱۱۱ مایل) |                 | [ ۱ ]    |
| ۲۵ اوت ۲۹۲     | ۱۹:۵۵:۰۶             | ۶۹         | Total  | ۱٫۰۵۹۵ | 05 دقیقه و 02 ثانیه | ۲۹°۰۶′شمالی ۵۵°۴۲′غربی / ۲۹٫۱°شمالی ۵۵٫۷°غربی   | ۲۰۵ کیلومتر (۱۲۷ مایل) |                 | [ ۱ ]    |
| ۱۹ فوریه ۲۹۱   | ۱۲:۴۴:۰۵             | ۷۴         | جزئی   | ۰٫۶۵۲۵ | —                   | ۷۰°۴۸′جنوبی ۱۷۸°۱۸′غربی / ۷۰٫۸°جنوبی ۱۷۸٫۳°غربی | —                      |                 | [ ۱ ]    |
| ۱۵ اوت ۲۹۱     | ۱۲:۳۴:۵۴             | ۷۹         | Total  | ۱٫۰۱۲۷ | —                   | ۷۰°۰۰′شمالی ۱۶۸°۵۴′غربی / ۷۰٫۰°شمالی ۱۶۸٫۹°غربی | —                      |                 | [ ۱ ]    |
| ۹ ژانویه ۲۹۰   | ۲۱:۴۲:۳۳             | ۴۶         | جزئی   | ۰٫۸۵۱۵ | —                   | ۶۷°۱۲′شمالی ۸۸°۱۲′غربی / ۶۷٫۲°شمالی ۸۸٫۲°غربی   | —                      |                 | [ ۱ ]    |
| ۶ ژوئیه ۲۹۰    | ۱۶:۰۶:۳۵             | ۵۱         | حلقه‌ای | ۰٫۹۸۸۱ | 01 دقیقه و 11 ثانیه | ۳۹°۰۰′جنوبی ۱°۵۴′غربی / ۳۹٫۰°جنوبی ۱٫۹°غربی     | ۹۰ کیلومتر (۵۶ مایل)   |                 | [ ۱ ]    |
| ۳۰ دسامبر ۲۹۰  | ۰۷:۴۸:۳۵             | ۵۶         | Total  | ۱٫۰۱۹۶ | 02 دقیقه و 04 ثانیه | ۴°۴۲′جنوبی ۱۲۳°۱۸′شرقی / ۴٫۷°جنوبی ۱۲۳٫۳°شرقی   | ۷۱ کیلومتر (۴۴ مایل)   |                 | [ ۱ ]    |
| ۲۴ ژوئن ۲۸۹    | ۲۰:۴۱:۲۱             | ۶۱         | حلقه‌ای | ۰٫۹۵۵۱ | 05 دقیقه و 53 ثانیه | ۱۶°۲۴′شمالی ۷۲°۴۲′غربی / ۱۶٫۴°شمالی ۷۲٫۷°غربی   | ۱۶۵ کیلومتر (۱۰۳ مایل) |                 | [ ۱ ]    |
| ۱۸ دسامبر ۲۸۹  | ۲۲:۴۵:۴۷             | ۶۶         | Total  | ۱٫۰۴۶۳ | 03 دقیقه و 38 ثانیه | ۴۴°۱۲′جنوبی ۱۰۷°۳۶′غربی / ۴۴٫۲°جنوبی ۱۰۷٫۶°غربی | ۱۶۵ کیلومتر (۱۰۳ مایل) |                 | [ ۱ ]    |
| ۱۳ ژوئن ۲۸۸    | ۲۱:۱۵:۰۸             | ۷۱         | حلقه‌ای | ۰٫۹۵۰۱ | 04 دقیقه و 22 ثانیه | ۶۱°۲۴′شمالی ۹۷°۳۶′غربی / ۶۱٫۴°شمالی ۹۷٫۶°غربی   | ۲۳۷ کیلومتر (۱۴۷ مایل) |                 | [ ۱ ]    |
| ۸ دسامبر ۲۸۸   | ۱۴:۰۲:۳۱             | ۷۶         | جزئی   | ۰٫۹۳۵۹ | —                   | ۶۴°۰۶′جنوبی ۱۲۳°۲۴′غربی / ۶۴٫۱°جنوبی ۱۲۳٫۴°غربی | —                      |                 | [ ۱ ]    |
| ۴ مه ۲۸۷       | ۱۴:۴۱:۴۵             | ۴۳         | جزئی   | ۰٫۴۳۲۶ | —                   | ۶۱°۴۸′جنوبی ۷۶°۴۲′شرقی / ۶۱٫۸°جنوبی ۷۶٫۷°شرقی   | —                      |                 | [ ۱ ]    |
| ۳ ژوئن ۲۸۷     | ۰۱:۱۰:۵۱             | ۸۱         | جزئی   | ۰٫۳۳۲۳ | —                   | ۶۳°۳۶′شمالی ۷۴°۵۴′شرقی / ۶۳٫۶°شمالی ۷۴٫۹°شرقی   | —                      |                 | [ ۱ ]    |
| ۲۹ اکتبر ۲۸۷   | ۰۹:۰۶:۰۶             | ۴۸         | جزئی   | ۰٫۷۵۲۳ | —                   | ۶۱°۱۸′شمالی ۱۶۴°۲۴′شرقی / ۶۱٫۳°شمالی ۱۶۴٫۴°شرقی | —                      |                 | [ ۱ ]    |
| ۲۴ آوریل ۲۸۶   | ۰۴:۴۵:۲۳             | ۵۳         | Total  | ۱٫۰۶۴۹ | 05 دقیقه و 25 ثانیه | ۱۶°۳۰′جنوبی ۱۷۹°۱۸′شرقی / ۱۶٫۵°جنوبی ۱۷۹٫۳°شرقی | ۲۴۴ کیلومتر (۱۵۲ مایل) |                 | [ ۱ ]    |
| ۱۸ اکتبر ۲۸۶   | ۰۹:۴۶:۳۶             | ۵۸         | حلقه‌ای | ۰٫۹۱۹۵ | 09 دقیقه و 27 ثانیه | ۱۵°۵۴′شمالی ۱۰۰°۵۴′شرقی / ۱۵٫۹°شمالی ۱۰۰٫۹°شرقی | ۳۳۷ کیلومتر (۲۰۹ مایل) |                 | [ ۱ ]    |
| ۱۲ آوریل ۲۸۵   | ۲۱:۴۸:۵۴             | ۶۳         | Total  | ۱٫۰۷۳۱ | 05 دقیقه و 47 ثانیه | ۱۸°۴۸′شمالی ۹۶°۱۲′غربی / ۱۸٫۸°شمالی ۹۶٫۲°غربی   | ۲۴۳ کیلومتر (۱۵۱ مایل) |                 | [ ۱ ]    |
| ۶ اکتبر ۲۸۵    | ۰۹:۳۷:۰۴             | ۶۸         | حلقه‌ای | ۰٫۹۴۰۶ | 06 دقیقه و 25 ثانیه | ۱۶°۰۰′جنوبی ۸۳°۴۸′شرقی / ۱۶٫۰°جنوبی ۸۳٫۸°شرقی   | ۲۲۶ کیلومتر (۱۴۰ مایل) |                 | [ ۱ ]    |
| ۲ آوریل ۲۸۴    | ۱۳:۱۱:۴۹             | ۷۳         | Total  | ۱٫۰۱۶۶ | 00 دقیقه و 59 ثانیه | ۶۱°۰۶′شمالی ۴۲°۳۰′غربی / ۶۱٫۱°شمالی ۴۲٫۵°غربی   | ۵۱۹ کیلومتر (۳۲۲ مایل) |                 | [ ۱ ]    |
| ۲۵ سپتامبر ۲۸۴ | ۱۵:۳۳:۰۹             | ۷۸         | حلقه‌ای | ۰٫۹۸۴۲ | 01 دقیقه و 08 ثانیه | ۵۴°۳۶′جنوبی ۴۹°۳۶′غربی / ۵۴٫۶°جنوبی ۴۹٫۶°غربی   | ۱۵۷ کیلومتر (۹۸ مایل)  |                 | [ ۱ ]    |
| ۲۱ فوریه ۲۸۳   | ۰۷:۴۳:۱۶             | ۴۵         | جزئی   | ۰٫۸۹۰۵ | —                   | ۶۱°۱۸′جنوبی ۱۲۱°۰۰′غربی / ۶۱٫۳°جنوبی ۱۲۱٫۰°غربی | —                      |                 | [ ۱ ]    |
| ۱۶ اوت ۲۸۳     | ۱۹:۴۷:۴۹             | ۵۰         | جزئی   | ۰٫۹۸۷۷ | —                   | ۶۱°۵۴′شمالی ۶۲°۱۲′شرقی / ۶۱٫۹°شمالی ۶۲٫۲°شرقی   | —                      |                 | [ ۱ ]    |
| ۱۰ فوریه ۲۸۲   | ۰۷:۳۵:۲۵             | ۵۵         | حلقه‌ای | ۰٫۹۲۸۶ | 07 دقیقه و 43 ثانیه | ۳۳°۵۴′جنوبی ۱۳۷°۲۴′شرقی / ۳۳٫۹°جنوبی ۱۳۷٫۴°شرقی | ۲۸۳ کیلومتر (۱۷۶ مایل) |                 | [ ۱ ]    |
| ۶ اوت ۲۸۲      | ۱۲:۲۰:۴۵             | ۶۰         | Total  | ۱٫۰۵۳۹ | 04 دقیقه و 18 ثانیه | ۳۵°۲۴′شمالی ۶۰°۴۲′شرقی / ۳۵٫۴°شمالی ۶۰٫۷°شرقی   | ۱۸۷ کیلومتر (۱۱۶ مایل) |                 | [ ۱ ]    |
| ۳۰ ژانویه ۲۸۱  | ۰۹:۱۸:۴۶             | ۶۵         | حلقه‌ای | ۰٫۹۵۸۴ | 04 دقیقه و 55 ثانیه | ۲°۰۰′شمالی ۹۴°۲۴′شرقی / ۲٫۰°شمالی ۹۴٫۴°شرقی     | ۱۶۲ کیلومتر (۱۰۱ مایل) |                 | [ ۱ ]    |
| ۲۶ ژوئیه ۲۸۱   | ۰۱:۱۳:۵۰             | ۷۰         | مرکب   | ۱٫۰۰۳۷ | 00 دقیقه و 24 ثانیه | ۴°۵۴′جنوبی ۱۴۸°۱۸′غربی / ۴٫۹°جنوبی ۱۴۸٫۳°غربی   | ۱۴ کیلومتر (۸٫۷ مایل)  |                 | [ ۱ ]    |
| ۱۸ ژانویه ۲۸۰  | ۱۷:۵۸:۵۴             | ۷۵         | جزئی   | ۰٫۸۸۸۸ | —                   | ۶۳°۲۴′شمالی ۶۷°۲۴′غربی / ۶۳٫۴°شمالی ۶۷٫۴°غربی   | —                      |                 | [ ۱ ]    |
| ۱۵ ژوئیه ۲۸۰   | ۰۷:۰۹:۲۵             | ۸۰         | جزئی   | ۰٫۵۲۸۲ | —                   | ۶۴°۰۶′جنوبی ۹۹°۰۶′شرقی / ۶۴٫۱°جنوبی ۹۹٫۱°شرقی   | —                      |                 | [ ۱ ]    |
| ۹ دسامبر ۲۸۰   | ۲۱:۵۵:۲۸             | ۴۷         | Total  | ۱٫۰۲۹۴ | 01 دقیقه و 25 ثانیه | ۷۳°۴۲′جنوبی ۹۱°۲۴′شرقی / ۷۳٫۷°جنوبی ۹۱٫۴°شرقی   | —                      |                 | [ ۱ ]    |
| ۴ ژوئن ۲۷۹     | ۱۷:۲۱:۵۵             | ۵۲         | حلقه‌ای | ۰٫۹۵۴۸ | 03 دقیقه و 22 ثانیه | ۷۷°۴۸′شمالی ۳۹°۲۴′غربی / ۷۷٫۸°شمالی ۳۹٫۴°غربی   | ۲۹۷ کیلومتر (۱۸۵ مایل) |                 | [ ۱ ]    |
| ۲۹ نوامبر ۲۷۹  | ۱۲:۲۴:۴۱             | ۵۷         | مرکب   | ۱٫۰۱۰۳ | 00 دقیقه و 55 ثانیه | ۴۱°۰۶′جنوبی ۴۶°۳۶′شرقی / ۴۱٫۱°جنوبی ۴۶٫۶°شرقی   | ۳۸ کیلومتر (۲۴ مایل)   |                 | [ ۱ ]    |
| ۲۴ مه ۲۷۸      | ۲۳:۱۲:۰۰             | ۶۲         | مرکب   | ۱٫۰۰۹۳ | 01 دقیقه و 00 ثانیه | ۲۱°۲۴′شمالی ۱۱۳°۰۶′غربی / ۲۱٫۴°شمالی ۱۱۳٫۱°غربی | ۳۲ کیلومتر (۲۰ مایل)   |                 | [ ۱ ]    |
| ۱۸ نوامبر ۲۷۸  | ۲۱:۲۶:۲۰             | ۶۷         | حلقه‌ای | ۰٫۹۵۵۱ | 05 دقیقه و 40 ثانیه | ۲°۳۶′شمالی ۸۳°۵۴′غربی / ۲٫۶°شمالی ۸۳٫۹°غربی     | ۱۷۶ کیلومتر (۱۰۹ مایل) |                 | [ ۱ ]    |
| ۱۳ مه ۲۷۷      | ۱۲:۰۷:۵۲             | ۷۲         | Total  | ۱٫۰۵۵۹ | 04 دقیقه و 57 ثانیه | ۲۹°۱۲′جنوبی ۶۲°۲۴′شرقی / ۲۹٫۲°جنوبی ۶۲٫۴°شرقی   | ۲۷۰ کیلومتر (۱۷۰ مایل) |                 | [ ۱ ]    |
| ۶ نوامبر ۲۷۷   | ۲۳:۱۴:۳۳             | ۷۷         | جزئی   | ۰٫۸۱۶۶ | —                   | ۷۰°۱۲′شمالی ۷۴°۳۶′غربی / ۷۰٫۲°شمالی ۷۴٫۶°غربی   | —                      |                 | [ ۱ ]    |
| ۳ آوریل ۲۷۶    | ۲۱:۵۴:۲۱             | ۴۴         | جزئی   | ۰٫۸۶۵۴ | —                   | ۷۱°۴۲′شمالی ۱۶۷°۵۴′شرقی / ۷۱٫۷°شمالی ۱۶۷٫۹°شرقی | —                      |                 | [ ۱ ]    |
| ۳ مه ۲۷۶       | ۰۵:۰۳:۲۹             | ۸۲         | جزئی   | ۰٫۱۷۱۳ | —                   | ۷۰°۱۸′جنوبی ۱۵۵°۱۲′غربی / ۷۰٫۳°جنوبی ۱۵۵٫۲°غربی | —                      |                 | [ ۱ ]    |
| ۲۷ سپتامبر ۲۷۶ | ۰۵:۲۳:۱۵             | ۴۹         | جزئی   | ۰٫۵۵۷۶ | —                   | ۷۱°۴۸′جنوبی ۶۴°۵۴′شرقی / ۷۱٫۸°جنوبی ۶۴٫۹°شرقی   | —                      |                 | [ ۱ ]    |
| ۲۴ مارس ۲۷۵    | ۱۱:۵۵:۰۷             | ۵۴         | مرکب   | ۱٫۰۱۲۶ | 01 دقیقه و 15 ثانیه | ۲۰°۱۸′شمالی ۵۳°۱۲′شرقی / ۲۰٫۳°شمالی ۵۳٫۲°شرقی   | ۴۷ کیلومتر (۲۹ مایل)   |                 | [ ۱ ]    |
| ۱۶ سپتامبر ۲۷۵ | ۱۳:۳۵:۲۳             | ۵۹         | مرکب   | ۱٫۰۱۲۰ | 01 دقیقه و 09 ثانیه | ۲۲°۱۲′جنوبی ۲۳°۱۸′شرقی / ۲۲٫۲°جنوبی ۲۳٫۳°شرقی   | ۴۶ کیلومتر (۲۹ مایل)   |                 | [ ۱ ]    |
| ۱۳ مارس ۲۷۴    | ۱۹:۰۶:۳۳             | ۶۴         | حلقه‌ای | ۰٫۹۵۶۹ | 04 دقیقه و 50 ثانیه | ۲۶°۴۲′جنوبی ۳۹°۰۶′غربی / ۲۶٫۷°جنوبی ۳۹٫۱°غربی   | ۱۷۰ کیلومتر (۱۱۰ مایل) |                 | [ ۱ ]    |
| ۶ سپتامبر ۲۷۴  | ۰۴:۰۲:۲۰             | ۶۹         | Total  | ۱٫۰۵۷۸ | 05 دقیقه و 00 ثانیه | ۲۲°۴۸′شمالی ۱۷۹°۲۴′غربی / ۲۲٫۸°شمالی ۱۷۹٫۴°غربی | ۱۹۷ کیلومتر (۱۲۲ مایل) |                 | [ ۱ ]    |
| ۱ مارس ۲۷۳     | ۱۹:۵۵:۲۸             | ۷۴         | جزئی   | ۰٫۷۲۷۵ | —                   | ۷۱°۲۴′جنوبی ۵۹°۲۴′شرقی / ۷۱٫۴°جنوبی ۵۹٫۴°شرقی   | —                      |                 | [ ۱ ]    |
| ۲۵ اوت ۲۷۳     | ۲۰:۳۱:۴۲             | ۷۹         | Total  | ۱٫۰۴۳۵ | 02 دقیقه و 25 ثانیه | ۷۵°۱۲′شمالی ۳°۱۸′شرقی / ۷۵٫۲°شمالی ۳٫۳°شرقی     | ۵۲۵ کیلومتر (۳۲۶ مایل) |                 | [ ۱ ]    |
| ۲۰ ژانویه ۲۷۲  | ۰۵:۵۱:۴۷             | ۴۶         | جزئی   | ۰٫۸۳۴۲ | —                   | ۶۸°۱۲′شمالی ۱۳۷°۱۸′شرقی / ۶۸٫۲°شمالی ۱۳۷٫۳°شرقی | —                      |                 | [ ۱ ]    |
| ۱۶ ژوئیه ۲۷۲   | ۲۳:۰۵:۳۶             | ۵۱         | حلقه‌ای | ۰٫۹۷۹۸ | 01 دقیقه و 49 ثانیه | ۵۱°۴۲′جنوبی ۱۱۳°۱۲′غربی / ۵۱٫۷°جنوبی ۱۱۳٫۲°غربی | ۲۶۱ کیلومتر (۱۶۲ مایل) |                 | [ ۱ ]    |
| ۹ ژانویه ۲۷۱   | ۱۶:۲۵:۳۷             | ۵۶         | Total  | ۱٫۰۲۴۰ | 02 دقیقه و 30 ثانیه | ۳°۲۴′جنوبی ۷°۱۸′غربی / ۳٫۴°جنوبی ۷٫۳°غربی       | ۸۶ کیلومتر (۵۳ مایل)   |                 | [ ۱ ]    |
| ۶ ژوئیه ۲۷۱    | ۰۳:۰۹:۴۹             | ۶۱         | حلقه‌ای | ۰٫۹۵۱۹ | 06 دقیقه و 34 ثانیه | ۱۱°۱۲′شمالی ۱۷۰°۳۶′غربی / ۱۱٫۲°شمالی ۱۷۰٫۶°غربی | ۱۸۰ کیلومتر (۱۱۰ مایل) |                 | [ ۱ ]    |
| ۳۰ دسامبر ۲۷۱  | ۰۷:۳۵:۳۱             | ۶۶         | Total  | ۱٫۰۴۷۹ | 03 دقیقه و 47 ثانیه | ۴۴°۱۲′جنوبی ۱۲۲°۴۲′شرقی / ۴۴٫۲°جنوبی ۱۲۲٫۷°شرقی | ۱۷۰ کیلومتر (۱۱۰ مایل) |                 | [ ۱ ]    |
| ۲۵ ژوئن ۲۷۰    | ۰۳:۴۰:۳۵             | ۷۱         | حلقه‌ای | ۰٫۹۵۱۵ | 04 دقیقه و 31 ثانیه | ۵۶°۴۸′شمالی ۱۷۳°۴۸′شرقی / ۵۶٫۸°شمالی ۱۷۳٫۸°شرقی | ۲۱۳ کیلومتر (۱۳۲ مایل) |                 | [ ۱ ]    |
| ۱۹ دسامبر ۲۷۰  | ۲۲:۴۷:۵۶             | ۷۶         | جزئی   | ۰٫۹۳۴۹ | —                   | ۶۵°۰۶′جنوبی ۹۴°۱۸′شرقی / ۶۵٫۱°جنوبی ۹۴٫۳°شرقی   | —                      |                 | [ ۱ ]    |
| ۱۴ مه ۲۶۹      | ۲۱:۴۶:۳۲             | ۴۳         | جزئی   | ۰٫۳۰۴۵ | —                   | ۶۲°۲۴′جنوبی ۳۹°۳۶′غربی / ۶۲٫۴°جنوبی ۳۹٫۶°غربی   | —                      |                 | [ ۱ ]    |
| ۱۳ ژوئن ۲۶۹    | ۰۷:۵۹:۴۱             | ۸۱         | جزئی   | ۰٫۴۸۰۷ | —                   | ۶۴°۳۰′شمالی ۳۷°۵۴′غربی / ۶۴٫۵°شمالی ۳۷٫۹°غربی   | —                      |                 | [ ۱ ]    |
| ۸ نوامبر ۲۶۹   | ۱۷:۱۵:۴۶             | ۴۸         | جزئی   | ۰٫۷۳۴۹ | —                   | ۶۱°۵۴′شمالی ۳۲°۱۲′شرقی / ۶۱٫۹°شمالی ۳۲٫۲°شرقی   | —                      |                 | [ ۱ ]    |
| ۴ مه ۲۶۸       | ۱۲:۱۳:۲۸             | ۵۳         | Total  | ۱٫۰۶۷۷ | 05 دقیقه و 43 ثانیه | ۱۷°۴۸′جنوبی ۶۶°۱۸′شرقی / ۱۷٫۸°جنوبی ۶۶٫۳°شرقی   | ۲۶۷ کیلومتر (۱۶۶ مایل) |                 | [ ۱ ]    |
| ۲۸ اکتبر ۲۶۸   | ۱۷:۳۶:۱۵             | ۵۸         | حلقه‌ای | ۰٫۹۱۷۴ | 10 دقیقه و 06 ثانیه | ۱۳°۰۶′شمالی ۱۸°۲۴′غربی / ۱۳٫۱°شمالی ۱۸٫۴°غربی   | ۳۵۰ کیلومتر (۲۲۰ مایل) |                 | [ ۱ ]    |
| ۲۴ آوریل ۲۶۷   | ۰۵:۲۳:۳۲             | ۶۳         | Total  | ۱٫۰۷۴۲ | 05 دقیقه و 57 ثانیه | ۱۹°۳۰′شمالی ۱۵۰°۲۴′شرقی / ۱۹٫۵°شمالی ۱۵۰٫۴°شرقی | ۲۴۴ کیلومتر (۱۵۲ مایل) |                 | [ ۱ ]    |
| ۱۷ اکتبر ۲۶۷   | ۱۷:۳۱:۳۱             | ۶۸         | حلقه‌ای | ۰٫۹۴۰۵ | 06 دقیقه و 24 ثانیه | ۱۹°۳۰′جنوبی ۳۵°۴۲′غربی / ۱۹٫۵°جنوبی ۳۵٫۷°غربی   | ۲۲۵ کیلومتر (۱۴۰ مایل) |                 | [ ۱ ]    |
| ۱۳ آوریل ۲۶۶   | ۲۰:۳۶:۲۲             | ۷۳         | Total  | ۱٫۰۲۰۱ | 01 دقیقه و 16 ثانیه | ۵۹°۴۲′شمالی ۱۳۲°۵۴′غربی / ۵۹٫۷°شمالی ۱۳۲٫۹°غربی | ۱۸۷ کیلومتر (۱۱۶ مایل) |                 | [ ۱ ]    |
| ۶ اکتبر ۲۶۶    | ۲۳:۴۴:۵۵             | ۷۸         | حلقه‌ای | ۰٫۹۸۵۵ | 01 دقیقه و 01 ثانیه | ۵۵°۳۶′جنوبی ۱۷۳°۴۲′غربی / ۵۵٫۶°جنوبی ۱۷۳٫۷°غربی | ۱۲۳ کیلومتر (۷۶ مایل)  |                 | [ ۱ ]    |
| ۳ مارس ۲۶۵     | ۱۴:۵۹:۵۸             | ۴۵         | جزئی   | ۰٫۸۰۹۰ | —                   | ۶۰°۵۴′جنوبی ۱۲۰°۰۶′شرقی / ۶۰٫۹°جنوبی ۱۲۰٫۱°شرقی | —                      |                 | [ ۱ ]    |
| ۲۷ اوت ۲۶۵     | ۰۳:۴۹:۱۰             | ۵۰         | جزئی   | ۰٫۹۰۳۸ | —                   | ۶۱°۲۴′شمالی ۶۸°۰۰′غربی / ۶۱٫۴°شمالی ۶۸٫۰°غربی   | —                      |                 | [ ۱ ]    |
| ۲۰ فوریه ۲۶۴   | ۱۴:۵۵:۱۲             | ۵۵         | حلقه‌ای | ۰٫۹۳۲۱ | 07 دقیقه و 12 ثانیه | ۳۲°۰۶′جنوبی ۲۸°۱۲′شرقی / ۳۲٫۱°جنوبی ۲۸٫۲°شرقی   | ۲۷۲ کیلومتر (۱۶۹ مایل) |                 | [ ۱ ]    |
| ۱۶ اوت ۲۶۴     | ۲۰:۰۷:۲۸             | ۶۰         | Total  | ۱٫۰۴۸۰ | 03 دقیقه و 48 ثانیه | ۳۴°۴۸′شمالی ۵۴°۳۰′غربی / ۳۴٫۸°شمالی ۵۴٫۵°غربی   | ۱۷۱ کیلومتر (۱۰۶ مایل) |                 | [ ۱ ]    |
| ۹ فوریه ۲۶۳    | ۱۷:۰۶:۵۱             | ۶۵         | حلقه‌ای | ۰٫۹۶۴۳ | 04 دقیقه و 02 ثانیه | ۳°۰۰′شمالی ۲۳°۵۴′غربی / ۳٫۰°شمالی ۲۳٫۹°غربی     | ۱۳۷ کیلومتر (۸۵ مایل)  |                 | [ ۱ ]    |
| ۶ اوت ۲۶۳      | ۰۸:۳۰:۱۱             | ۷۰         | حلقه‌ای | ۰٫۹۹۷۹ | 00 دقیقه و 13 ثانیه | ۳°۱۲′جنوبی ۱۰۱°۳۰′شرقی / ۳٫۲°جنوبی ۱۰۱٫۵°شرقی   | ۸ کیلومتر (۵٫۰ مایل)   |                 | [ ۱ ]    |
| ۳۰ ژانویه ۲۶۲  | ۰۲:۱۹:۰۵             | ۷۵         | جزئی   | ۰٫۹۲۸۶ | —                   | ۶۲°۳۶′شمالی ۱۵۷°۱۸′شرقی / ۶۲٫۶°شمالی ۱۵۷٫۳°شرقی | —                      |                 | [ ۱ ]    |
| ۲۶ ژوئیه ۲۶۲   | ۱۳:۵۲:۵۰             | ۸۰         | جزئی   | ۰٫۶۴۷۷ | —                   | ۶۳°۱۲′جنوبی ۱۲°۱۸′غربی / ۶۳٫۲°جنوبی ۱۲٫۳°غربی   | —                      |                 | [ ۱ ]    |
| ۲۱ دسامبر ۲۶۲  | ۰۶:۴۷:۱۳             | ۴۷         | Total  | ۱٫۰۲۹۱ | 01 دقیقه و 24 ثانیه | ۷۱°۰۰′جنوبی ۵۶°۳۰′غربی / ۷۱٫۰°جنوبی ۵۶٫۵°غربی   | —                      |                 | [ ۱ ]    |
| ۱۴ ژوئن ۲۶۱    | ۲۳:۵۰:۰۴             | ۵۲         | حلقه‌ای | ۰٫۹۵۴۱ | 03 دقیقه و 05 ثانیه | ۸۹°۰۶′شمالی ۷۵°۴۸′غربی / ۸۹٫۱°شمالی ۷۵٫۸°غربی   | ۴۱۶ کیلومتر (۲۵۸ مایل) |                 | [ ۱ ]    |
| ۹ دسامبر ۲۶۱   | ۲۱:۰۸:۱۴             | ۵۷         | مرکب   | ۱٫۰۰۷۹ | 00 دقیقه و 42 ثانیه | ۴۳°۰۰′جنوبی ۸۲°۱۲′غربی / ۴۳٫۰°جنوبی ۸۲٫۲°غربی   | ۲۹ کیلومتر (۱۸ مایل)   |                 | [ ۱ ]    |
| ۴ ژوئن ۲۶۰     | ۰۶:۰۷:۲۷             | ۶۲         | مرکب   | ۱٫۰۱۳۰ | 01 دقیقه و 21 ثانیه | ۲۸°۰۶′شمالی ۱۴۲°۰۰′شرقی / ۲۸٫۱°شمالی ۱۴۲٫۰°شرقی | ۴۵ کیلومتر (۲۸ مایل)   |                 | [ ۱ ]    |
| ۲۹ نوامبر ۲۶۰  | ۰۵:۴۷:۱۶             | ۶۷         | حلقه‌ای | ۰٫۹۵۲۱ | 06 دقیقه و 12 ثانیه | ۰°۱۲′شمالی ۱۴۹°۱۲′شرقی / ۰٫۲°شمالی ۱۴۹٫۲°شرقی   | ۱۸۸ کیلومتر (۱۱۷ مایل) |                 | [ ۱ ]    |
| ۲۴ مه ۲۵۹      | ۱۹:۲۷:۲۱             | ۷۲         | Total  | ۱٫۰۶۰۵ | 05 دقیقه و 37 ثانیه | ۲۰°۵۴′جنوبی ۵۲°۳۰′غربی / ۲۰٫۹°جنوبی ۵۲٫۵°غربی   | ۲۶۳ کیلومتر (۱۶۳ مایل) |                 | [ ۱ ]    |
| ۱۸ نوامبر ۲۵۹  | ۰۷:۱۴:۵۷             | ۷۷         | جزئی   | ۰٫۸۲۴۳ | —                   | ۶۹°۱۸′شمالی ۱۵۱°۴۸′شرقی / ۶۹٫۳°شمالی ۱۵۱٫۸°شرقی | —                      |                 | [ ۱ ]    |
| ۱۵ آوریل ۲۵۸   | ۰۵:۳۱:۲۵             | ۴۴         | جزئی   | ۰٫۷۴۴۹ | —                   | ۷۱°۲۴′شمالی ۳۸°۴۸′شرقی / ۷۱٫۴°شمالی ۳۸٫۸°شرقی   | —                      |                 | [ ۱ ]    |
| ۱۴ مه ۲۵۸      | ۱۲:۳۱:۲۶             | ۸۲         | جزئی   | ۰٫۳۰۴۱ | —                   | ۶۹°۳۰′جنوبی ۷۹°۱۲′شرقی / ۶۹٫۵°جنوبی ۷۹٫۲°شرقی   | —                      |                 | [ ۱ ]    |
| ۸ اکتبر ۲۵۸    | ۱۳:۱۷:۲۹             | ۴۹         | جزئی   | ۰٫۵۲۷۰ | —                   | ۷۱°۴۲′جنوبی ۶۸°۴۸′غربی / ۷۱٫۷°جنوبی ۶۸٫۸°غربی   | —                      |                 | [ ۱ ]    |
| ۳ آوریل ۲۵۷    | ۱۹:۲۰:۵۳             | ۵۴         | مرکب   | ۱٫۰۱۱۴ | 01 دقیقه و 05 ثانیه | ۲۸°۱۲′شمالی ۶۱°۴۸′غربی / ۲۸٫۲°شمالی ۶۱٫۸°غربی   | ۴۳ کیلومتر (۲۷ مایل)   |                 | [ ۱ ]    |
| ۲۶ سپتامبر ۲۵۷ | ۲۱:۴۵:۲۵             | ۵۹         | مرکب   | ۱٫۰۱۱۹ | 01 دقیقه و 06 ثانیه | ۲۷°۵۴′جنوبی ۱۰۲°۰۰′غربی / ۲۷٫۹°جنوبی ۱۰۲٫۰°غربی | ۴۷ کیلومتر (۲۹ مایل)   |                 | [ ۱ ]    |
| ۲۴ مارس ۲۵۶    | ۰۲:۱۲:۴۷             | ۶۴         | حلقه‌ای | ۰٫۹۵۷۶ | 04 دقیقه و 58 ثانیه | ۱۹°۰۶′جنوبی ۱۴۹°۰۰′غربی / ۱۹٫۱°جنوبی ۱۴۹٫۰°غربی | ۱۶۳ کیلومتر (۱۰۱ مایل) |                 | [ ۱ ]    |
| ۱۶ سپتامبر ۲۵۶ | ۱۲:۱۷:۵۱             | ۶۹         | Total  | ۱٫۰۵۵۹ | 04 دقیقه و 56 ثانیه | ۱۶°۴۲′شمالی ۵۴°۳۰′شرقی / ۱۶٫۷°شمالی ۵۴٫۵°شرقی   | ۱۸۹ کیلومتر (۱۱۷ مایل) |                 | [ ۱ ]    |
| ۱۳ مارس ۲۵۵    | ۰۲:۵۶:۴۷             | ۷۴         | جزئی   | ۰٫۸۱۷۳ | —                   | ۷۱°۴۸′جنوبی ۶۰°۴۸′غربی / ۷۱٫۸°جنوبی ۶۰٫۸°غربی   | —                      |                 | [ ۱ ]    |
| ۶ سپتامبر ۲۵۵  | ۰۴:۳۶:۰۳             | ۷۹         | Total  | ۱٫۰۴۰۴ | 02 دقیقه و 27 ثانیه | ۶۸°۴۸′شمالی ۱۴۶°۲۴′غربی / ۶۸٫۸°شمالی ۱۴۶٫۴°غربی | ۳۵۳ کیلومتر (۲۱۹ مایل) |                 | [ ۱ ]    |
| ۳۱ ژانویه ۲۵۴  | ۱۳:۵۳:۴۷             | ۴۶         | جزئی   | ۰٫۸۰۵۴ | —                   | ۶۹°۱۲′شمالی ۴°۰۰′شرقی / ۶۹٫۲°شمالی ۴٫۰°شرقی     | —                      |                 | [ ۱ ]    |
| ۲۸ ژوئیه ۲۵۴   | ۰۶:۰۹:۴۳             | ۵۱         | جزئی   | ۰٫۹۲۹۳ | —                   | ۶۸°۳۰′جنوبی ۱۲۵°۵۴′شرقی / ۶۸٫۵°جنوبی ۱۲۵٫۹°شرقی | —                      |                 | [ ۱ ]    |
| ۲۱ ژانویه ۲۵۳  | ۰۰:۵۵:۴۵             | ۵۶         | Total  | ۱٫۰۲۸۷ | 02 دقیقه و 57 ثانیه | ۰°۵۴′جنوبی ۱۳۶°۱۸′غربی / ۰٫۹°جنوبی ۱۳۶٫۳°غربی   | ۱۰۴ کیلومتر (۶۵ مایل)  |                 | [ ۱ ]    |
| ۱۶ ژوئیه ۲۵۳   | ۰۹:۴۳:۴۹             | ۶۱         | حلقه‌ای | ۰٫۹۴۸۳ | 07 دقیقه و 13 ثانیه | ۵°۲۴′شمالی ۸۹°۲۴′شرقی / ۵٫۴°شمالی ۸۹٫۴°شرقی     | ۱۹۹ کیلومتر (۱۲۴ مایل) |                 | [ ۱ ]    |
| ۹ ژانویه ۲۵۲   | ۱۶:۲۰:۲۶             | ۶۶         | Total  | ۱٫۰۴۹۹ | 03 دقیقه و 59 ثانیه | ۴۲°۵۴′جنوبی ۵°۵۴′غربی / ۴۲٫۹°جنوبی ۵٫۹°غربی     | ۱۷۶ کیلومتر (۱۰۹ مایل) |                 | [ ۱ ]    |
| ۵ ژوئیه ۲۵۲    | ۱۰:۰۹:۳۲             | ۷۱         | حلقه‌ای | ۰٫۹۵۲۴ | 04 دقیقه و 44 ثانیه | ۵۱°۱۸′شمالی ۸۱°۱۸′شرقی / ۵۱٫۳°شمالی ۸۱٫۳°شرقی   | ۱۹۷ کیلومتر (۱۲۲ مایل) |                 | [ ۱ ]    |
| ۳۰ دسامبر ۲۵۲  | ۰۷:۳۰:۴۴             | ۷۶         | جزئی   | ۰٫۹۳۶۹ | —                   | ۶۶°۱۲′جنوبی ۴۷°۳۶′غربی / ۶۶٫۲°جنوبی ۴۷٫۶°غربی   | —                      |                 | [ ۱ ]    |
| ۲۶ مه ۲۵۱      | ۰۴:۴۹:۳۱             | ۴۳         | جزئی   | ۰٫۱۷۲۰ | —                   | ۶۳°۱۲′جنوبی ۱۵۵°۳۶′غربی / ۶۳٫۲°جنوبی ۱۵۵٫۶°غربی | —                      |                 | [ ۱ ]    |
| ۲۴ ژوئن ۲۵۱    | ۱۴:۵۰:۴۲             | ۸۱         | جزئی   | ۰٫۶۲۸۹ | —                   | ۶۵°۲۴′شمالی ۱۵۱°۳۶′غربی / ۶۵٫۴°شمالی ۱۵۱٫۶°غربی | —                      |                 | [ ۱ ]    |
| ۲۰ نوامبر ۲۵۱  | ۰۱:۲۸:۵۰             | ۴۸         | جزئی   | ۰٫۷۲۳۰ | —                   | ۶۲°۳۶′شمالی ۱۰۱°۰۶′غربی / ۶۲٫۶°شمالی ۱۰۱٫۱°غربی | —                      |                 | [ ۱ ]    |
| ۱۵ مه ۲۵۰      | ۱۹:۳۷:۰۸             | ۵۳         | Total  | ۱٫۰۶۹۵ | 05 دقیقه و 56 ثانیه | ۲۰°۲۴′جنوبی ۴۵°۴۸′غربی / ۲۰٫۴°جنوبی ۴۵٫۸°غربی   | ۲۹۵ کیلومتر (۱۸۳ مایل) |                 | [ ۱ ]    |
| ۹ نوامبر ۲۵۰   | ۰۱:۳۲:۱۸             | ۵۸         | حلقه‌ای | ۰٫۹۱۵۸ | 10 دقیقه و 44 ثانیه | ۱۰°۳۶′شمالی ۱۳۹°۲۴′غربی / ۱۰٫۶°شمالی ۱۳۹٫۴°غربی | ۳۶۰ کیلومتر (۲۲۰ مایل) |                 | [ ۱ ]    |
| ۴ مه ۲۴۹       | ۱۲:۵۳:۳۴             | ۶۳         | Total  | ۱٫۰۷۴۶ | 06 دقیقه و 07 ثانیه | ۱۹°۳۶′شمالی ۳۸°۲۴′شرقی / ۱۹٫۶°شمالی ۳۸٫۴°شرقی   | ۲۴۳ کیلومتر (۱۵۱ مایل) |                 | [ ۱ ]    |
| ۲۸ اکتبر ۲۴۹   | ۰۱:۳۳:۱۲             | ۶۸         | حلقه‌ای | ۰٫۹۴۰۸ | 06 دقیقه و 21 ثانیه | ۲۳°۰۶′جنوبی ۱۵۶°۴۸′غربی / ۲۳٫۱°جنوبی ۱۵۶٫۸°غربی | ۲۲۴ کیلومتر (۱۳۹ مایل) |                 | [ ۱ ]    |
| ۲۴ آوریل ۲۴۸   | ۰۳:۵۵:۲۳             | ۷۳         | Total  | ۱٫۰۲۱۱ | 01 دقیقه و 23 ثانیه | ۵۹°۲۴′شمالی ۱۲۶°۳۰′شرقی / ۵۹٫۴°شمالی ۱۲۶٫۵°شرقی | ۱۴۳ کیلومتر (۸۹ مایل)  |                 | [ ۱ ]    |
| ۱۷ اکتبر ۲۴۸   | ۰۸:۰۴:۳۱             | ۷۸         | حلقه‌ای | ۰٫۹۸۶۷ | 00 دقیقه و 55 ثانیه | ۵۷°۴۸′جنوبی ۵۹°۲۴′شرقی / ۵۷٫۸°جنوبی ۵۹٫۴°شرقی   | ۱۰۳ کیلومتر (۶۴ مایل)  |                 | [ ۱ ]    |
| ۱۴ مارس ۲۴۷    | ۲۲:۰۷:۲۵             | ۴۵         | جزئی   | ۰٫۷۱۶۰ | —                   | ۶۰°۴۲′جنوبی ۳°۳۶′شرقی / ۶۰٫۷°جنوبی ۳٫۶°شرقی     | —                      |                 | [ ۱ ]    |
| ۷ سپتامبر ۲۴۷  | ۱۱:۵۷:۳۲             | ۵۰         | جزئی   | ۰٫۸۳۰۸ | —                   | ۶۱°۰۰′شمالی ۱۶۰°۰۶′شرقی / ۶۱٫۰°شمالی ۱۶۰٫۱°شرقی | —                      |                 | [ ۱ ]    |
| ۶ اکتبر ۲۴۷    | ۲۱:۲۰:۵۸             | ۸۸         | جزئی   | ۰٫۰۲۳۸ | —                   | ۶۰°۵۴′جنوبی ۱۷۶°۰۶′شرقی / ۶۰٫۹°جنوبی ۱۷۶٫۱°شرقی | —                      |                 | [ ۱ ]    |
| ۳ مارس ۲۴۶     | ۲۲:۰۶:۵۹             | ۵۵         | حلقه‌ای | ۰٫۹۳۵۸ | 06 دقیقه و 44 ثانیه | ۳۰°۱۸′جنوبی ۷۹°۱۸′غربی / ۳۰٫۳°جنوبی ۷۹٫۳°غربی   | ۲۶۱ کیلومتر (۱۶۲ مایل) |                 | [ ۱ ]    |
| ۲۸ اوت ۲۴۶     | ۰۴:۰۱:۱۰             | ۶۰         | Total  | ۱٫۰۴۲۰ | 03 دقیقه و 20 ثانیه | ۳۳°۱۲′شمالی ۱۷۲°۰۶′غربی / ۳۳٫۲°شمالی ۱۷۲٫۱°غربی | ۱۵۳ کیلومتر (۹۵ مایل)  |                 | [ ۱ ]    |
| ۲۱ فوریه ۲۴۵   | ۰۰:۴۷:۳۷             | ۶۵         | حلقه‌ای | ۰٫۹۷۰۴ | 03 دقیقه و 12 ثانیه | ۴°۱۲′شمالی ۱۴۰°۱۲′غربی / ۴٫۲°شمالی ۱۴۰٫۲°غربی   | ۱۱۱ کیلومتر (۶۹ مایل)  |                 | [ ۱ ]    |
| ۱۶ اوت ۲۴۵     | ۱۵:۵۳:۴۷             | ۷۰         | حلقه‌ای | ۰٫۹۹۲۰ | 00 دقیقه و 51 ثانیه | ۲°۴۸′جنوبی ۱۰°۲۴′غربی / ۲٫۸°جنوبی ۱۰٫۴°غربی     | ۳۰ کیلومتر (۱۹ مایل)   |                 | [ ۱ ]    |
| ۹ فوریه ۲۴۴    | ۱۰:۳۲:۴۹             | ۷۵         | جزئی   | ۰٫۹۸۰۳ | —                   | ۶۱°۵۴′شمالی ۲۳°۴۸′شرقی / ۶۱٫۹°شمالی ۲۳٫۸°شرقی   | —                      |                 | [ ۱ ]    |
| ۵ اوت ۲۴۴      | ۲۰:۴۱:۵۰             | ۸۰         | جزئی   | ۰٫۷۵۸۳ | —                   | ۶۲°۳۰′جنوبی ۱۲۴°۴۲′غربی / ۶۲٫۵°جنوبی ۱۲۴٫۷°غربی | —                      |                 | [ ۱ ]    |
| ۳۱ دسامبر ۲۴۴  | ۱۵:۳۵:۱۷             | ۴۷         | Total  | ۱٫۰۱۰۲ | —                   | ۶۵°۰۰′جنوبی ۱۶۲°۳۰′شرقی / ۶۵٫۰°جنوبی ۱۶۲٫۵°شرقی | —                      |                 | [ ۱ ]    |
| ۲۶ ژوئن ۲۴۳    | ۰۶:۲۲:۰۶             | ۵۲         | حلقه‌ای | ۰٫۹۵۰۷ | 02 دقیقه و 50 ثانیه | ۷۱°۰۰′شمالی ۵۷°۰۶′غربی / ۷۱٫۰°شمالی ۵۷٫۱°غربی   | —                      |                 | [ ۱ ]    |
| ۲۱ دسامبر ۲۴۳  | ۰۵:۴۸:۰۷             | ۵۷         | مرکب   | ۱٫۰۰۶۰ | 00 دقیقه و 32 ثانیه | ۴۴°۰۰′جنوبی ۱۵۰°۳۰′شرقی / ۴۴٫۰°جنوبی ۱۵۰٫۵°شرقی | ۲۲ کیلومتر (۱۴ مایل)   |                 | [ ۱ ]    |
| ۱۵ ژوئن ۲۴۲    | ۱۳:۰۵:۲۶             | ۶۲         | مرکب   | ۱٫۰۱۶۰ | 01 دقیقه و 34 ثانیه | ۳۴°۰۰′شمالی ۳۷°۳۰′شرقی / ۳۴٫۰°شمالی ۳۷٫۵°شرقی   | ۵۶ کیلومتر (۳۵ مایل)   |                 | [ ۱ ]    |
| ۱۰ دسامبر ۲۴۲  | ۱۴:۰۶:۳۳             | ۶۷         | حلقه‌ای | ۰٫۹۴۹۸ | 06 دقیقه و 35 ثانیه | ۱°۳۰′جنوبی ۲۲°۵۴′شرقی / ۱٫۵°جنوبی ۲۲٫۹°شرقی     | ۱۹۸ کیلومتر (۱۲۳ مایل) |                 | [ ۱ ]    |
| ۴ ژوئن ۲۴۱     | ۰۲:۴۷:۳۲             | ۷۲         | Total  | ۱٫۰۶۴۱ | 06 دقیقه و 08 ثانیه | ۱۳°۳۶′جنوبی ۱۶۶°۳۰′غربی / ۱۳٫۶°جنوبی ۱۶۶٫۵°غربی | ۲۵۸ کیلومتر (۱۶۰ مایل) |                 | [ ۱ ]    |
| ۲۸ نوامبر ۲۴۱  | ۱۵:۱۶:۲۲             | ۷۷         | جزئی   | ۰٫۸۳۱۰ | —                   | ۶۸°۱۲′شمالی ۱۸°۴۲′شرقی / ۶۸٫۲°شمالی ۱۸٫۷°شرقی   | —                      |                 | [ ۱ ]    |
| ۲۵ آوریل ۲۴۰   | ۱۳:۰۲:۲۵             | ۴۴         | جزئی   | ۰٫۶۱۵۳ | —                   | ۷۰°۴۸′شمالی ۸۸°۱۸′غربی / ۷۰٫۸°شمالی ۸۸٫۳°غربی   | —                      |                 | [ ۱ ]    |
| ۲۴ مه ۲۴۰      | ۱۹:۵۷:۱۸             | ۸۲         | جزئی   | ۰٫۴۴۰۸ | —                   | ۶۸°۳۶′جنوبی ۴۵°۱۲′غربی / ۶۸٫۶°جنوبی ۴۵٫۲°غربی   | —                      |                 | [ ۱ ]    |
| ۱۸ اکتبر ۲۴۰   | ۲۱:۲۱:۰۲             | ۴۹         | جزئی   | ۰٫۵۰۷۷ | —                   | ۷۱°۱۸′جنوبی ۱۵۵°۲۴′شرقی / ۷۱٫۳°جنوبی ۱۵۵٫۴°شرقی | —                      |                 | [ ۱ ]    |
| ۱۵ آوریل ۲۳۹   | ۰۲:۳۶:۲۱             | ۵۴         | مرکب   | ۱٫۰۰۹۶ | 00 دقیقه و 53 ثانیه | ۳۶°۳۰′شمالی ۱۷۴°۲۴′غربی / ۳۶٫۵°شمالی ۱۷۴٫۴°غربی | ۳۸ کیلومتر (۲۴ مایل)   |                 | [ ۱ ]    |
| ۸ اکتبر ۲۳۹    | ۰۶:۰۵:۱۹             | ۵۹         | مرکب   | ۱٫۰۱۱۸ | 01 دقیقه و 03 ثانیه | ۳۳°۲۴′جنوبی ۱۳۰°۳۶′شرقی / ۳۳٫۴°جنوبی ۱۳۰٫۶°شرقی | ۴۷ کیلومتر (۲۹ مایل)   |                 | [ ۱ ]    |
| ۴ آوریل ۲۳۸    | ۰۹:۰۸:۱۱             | ۶۴         | حلقه‌ای | ۰٫۹۵۸۲ | 05 دقیقه و 05 ثانیه | ۱۱°۱۲′جنوبی ۱۰۳°۴۲′شرقی / ۱۱٫۲°جنوبی ۱۰۳٫۷°شرقی | ۱۵۷ کیلومتر (۹۸ مایل)  |                 | [ ۱ ]    |
| ۲۷ سپتامبر ۲۳۸ | ۲۰:۴۲:۰۹             | ۶۹         | Total  | ۱٫۰۵۳۹ | 04 دقیقه و 50 ثانیه | ۱۰°۴۸′شمالی ۷۳°۴۸′غربی / ۱۰٫۸°شمالی ۷۳٫۸°غربی   | ۱۸۱ کیلومتر (۱۱۲ مایل) |                 | [ ۱ ]    |
| ۲۳ مارس ۲۳۷    | ۰۹:۴۹:۳۰             | ۷۴         | جزئی   | ۰٫۹۲۰۴ | —                   | ۷۲°۰۰′جنوبی ۱۷۹°۰۰′غربی / ۷۲٫۰°جنوبی ۱۷۹٫۰°غربی | —                      |                 | [ ۱ ]    |
| ۱۶ سپتامبر ۲۳۷ | ۱۲:۴۸:۲۳             | ۷۹         | Total  | ۱٫۰۳۶۶ | 02 دقیقه و 24 ثانیه | ۶۲°۰۰′شمالی ۷۷°۱۲′شرقی / ۶۲٫۰°شمالی ۷۷٫۲°شرقی   | ۲۷۲ کیلومتر (۱۶۹ مایل) |                 | [ ۱ ]    |
| ۱۰ فوریه ۲۳۶   | ۲۱:۵۰:۵۵             | ۴۶         | جزئی   | ۰٫۷۶۷۸ | —                   | ۷۰°۰۶′شمالی ۱۲۸°۴۲′غربی / ۷۰٫۱°شمالی ۱۲۸٫۷°غربی | —                      |                 | [ ۱ ]    |
| ۷ اوت ۲۳۶      | ۱۳:۱۷:۱۷             | ۵۱         | جزئی   | ۰٫۸۱۱۷ | —                   | ۶۹°۳۰′جنوبی ۶°۱۲′شرقی / ۶۹٫۵°جنوبی ۶٫۲°شرقی     | —                      |                 | [ ۱ ]    |
| ۳۱ ژانویه ۲۳۵  | ۰۹:۲۱:۴۰             | ۵۶         | Total  | ۱٫۰۳۳۷ | 03 دقیقه و 24 ثانیه | ۲°۳۰′شمالی ۹۵°۱۸′شرقی / ۲٫۵°شمالی ۹۵٫۳°شرقی     | ۱۲۲ کیلومتر (۷۶ مایل)  |                 | [ ۱ ]    |
| ۲۷ ژوئیه ۲۳۵   | ۱۶:۲۱:۵۷             | ۶۱         | حلقه‌ای | ۰٫۹۴۴۵ | 07 دقیقه و 46 ثانیه | ۰°۵۴′جنوبی ۱۲°۲۴′غربی / ۰٫۹°جنوبی ۱۲٫۴°غربی     | ۲۲۰ کیلومتر (۱۴۰ مایل) |                 | [ ۱ ]    |
| ۲۱ ژانویه ۲۳۴  | ۰۰:۵۹:۳۷             | ۶۶         | Total  | ۱٫۰۵۲۲ | 04 دقیقه و 13 ثانیه | ۴۰°۱۲′جنوبی ۱۳۳°۵۴′غربی / ۴۰٫۲°جنوبی ۱۳۳٫۹°غربی | ۱۸۳ کیلومتر (۱۱۴ مایل) |                 | [ ۱ ]    |
| ۱۶ ژوئیه ۲۳۴   | ۱۶:۴۵:۱۴             | ۷۱         | حلقه‌ای | ۰٫۹۵۲۸ | 04 دقیقه و 58 ثانیه | ۴۵°۱۲′شمالی ۱۵°۰۶′غربی / ۴۵٫۲°شمالی ۱۵٫۱°غربی   | ۱۸۷ کیلومتر (۱۱۶ مایل) |                 | [ ۱ ]    |
| ۱۰ ژانویه ۲۳۳  | ۱۶:۰۷:۴۸             | ۷۶         | جزئی   | ۰٫۹۴۶۱ | —                   | ۶۷°۱۸′جنوبی ۱۷۱°۲۴′شرقی / ۶۷٫۳°جنوبی ۱۷۱٫۴°شرقی | —                      |                 | [ ۱ ]    |
| ۵ ژوئن ۲۳۳     | ۱۱:۵۵:۲۳             | ۴۳         | جزئی   | ۰٫۰۴۱۳ | —                   | ۶۴°۰۰′جنوبی ۸۷°۲۴′شرقی / ۶۴٫۰°جنوبی ۸۷٫۴°شرقی   | —                      |                 | [ ۱ ]    |
| ۴ ژوئیه ۲۳۳    | ۲۱:۴۸:۲۹             | ۸۱         | جزئی   | ۰٫۷۷۰۴ | —                   | ۶۶°۲۴′شمالی ۹۲°۴۲′شرقی / ۶۶٫۴°شمالی ۹۲٫۷°شرقی   | —                      |                 | [ ۱ ]    |
| ۳۰ نوامبر ۲۳۳  | ۰۹:۴۰:۴۴             | ۴۸         | جزئی   | ۰٫۷۱۱۰ | —                   | ۶۳°۲۴′شمالی ۱۲۵°۴۸′شرقی / ۶۳٫۴°شمالی ۱۲۵٫۸°شرقی | —                      |                 | [ ۱ ]    |
| ۲۶ مه ۲۳۲      | ۰۳:۰۱:۲۵             | ۵۳         | Total  | ۱٫۰۷۰۴ | 06 دقیقه و 01 ثانیه | ۲۴°۱۲′جنوبی ۱۵۸°۲۴′غربی / ۲۴٫۲°جنوبی ۱۵۸٫۴°غربی | ۳۲۹ کیلومتر (۲۰۴ مایل) |                 | [ ۱ ]    |
| ۱۹ نوامبر ۲۳۲  | ۰۹:۳۱:۰۹             | ۵۸         | حلقه‌ای | ۰٫۹۱۵۰ | 11 دقیقه و 19 ثانیه | ۸°۳۰′شمالی ۹۸°۵۴′شرقی / ۸٫۵°شمالی ۹۸٫۹°شرقی     | ۳۶۶ کیلومتر (۲۲۷ مایل) |                 | [ ۱ ]    |
| ۱۵ مه ۲۳۱      | ۲۰:۱۸:۴۷             | ۶۳         | Total  | ۱٫۰۷۴۲ | 06 دقیقه و 16 ثانیه | ۱۸°۴۸′شمالی ۷۲°۲۴′غربی / ۱۸٫۸°شمالی ۷۲٫۴°غربی   | ۲۴۱ کیلومتر (۱۵۰ مایل) |                 | [ ۱ ]    |
| ۸ نوامبر ۲۳۱   | ۰۹:۴۱:۲۹             | ۶۸         | حلقه‌ای | ۰٫۹۴۱۷ | 06 دقیقه و 17 ثانیه | ۲۶°۳۶′جنوبی ۸۰°۴۸′شرقی / ۲۶٫۶°جنوبی ۸۰٫۸°شرقی   | ۲۲۰ کیلومتر (۱۴۰ مایل) |                 | [ ۱ ]    |
| ۵ مه ۲۳۰       | ۱۱:۰۶:۴۸             | ۷۳         | Total  | ۱٫۰۲۱۰ | 01 دقیقه و 25 ثانیه | ۵۹°۱۲′شمالی ۲۶°۳۶′شرقی / ۵۹٫۲°شمالی ۲۶٫۶°شرقی   | ۱۱۸ کیلومتر (۷۳ مایل)  |                 | [ ۱ ]    |
| ۲۸ اکتبر ۲۳۰   | ۱۶:۳۱:۳۴             | ۷۸         | حلقه‌ای | ۰٫۹۸۸۲ | 00 دقیقه و 47 ثانیه | ۶۱°۰۰′جنوبی ۷۰°۰۰′غربی / ۶۱٫۰°جنوبی ۷۰٫۰°غربی   | ۸۸ کیلومتر (۵۵ مایل)   |                 | [ ۱ ]    |
| ۲۵ مارس ۲۲۹    | ۰۵:۰۳:۳۷             | ۴۵         | جزئی   | ۰٫۶۰۸۶ | —                   | ۶۰°۳۶′جنوبی ۱۱۰°۰۶′غربی / ۶۰٫۶°جنوبی ۱۱۰٫۱°غربی | —                      |                 | [ ۱ ]    |
| ۱۷ سپتامبر ۲۲۹ | ۲۰:۱۵:۲۴             | ۵۰         | جزئی   | ۰٫۷۷۳۰ | —                   | ۶۰°۴۸′شمالی ۲۶°۰۰′شرقی / ۶۰٫۸°شمالی ۲۶٫۰°شرقی   | —                      |                 | [ ۱ ]    |
| ۱۷ اکتبر ۲۲۹   | ۰۵:۵۷:۲۵             | ۸۸         | جزئی   | ۰٫۰۵۳۹ | —                   | ۶۱°۰۶′جنوبی ۳۷°۲۴′شرقی / ۶۱٫۱°جنوبی ۳۷٫۴°شرقی   | —                      |                 | [ ۱ ]    |
| ۱۴ مارس ۲۲۸    | ۰۵:۰۹:۴۳             | ۵۵         | حلقه‌ای | ۰٫۹۳۹۵ | 06 دقیقه و 18 ثانیه | ۲۸°۵۴′جنوبی ۱۷۵°۱۸′شرقی / ۲۸٫۹°جنوبی ۱۷۵٫۳°شرقی | ۲۵۲ کیلومتر (۱۵۷ مایل) |                 | [ ۱ ]    |
| ۷ سپتامبر ۲۲۸  | ۱۲:۰۱:۳۲             | ۶۰         | Total  | ۱٫۰۳۵۹ | 02 دقیقه و 52 ثانیه | ۳۱°۰۶′شمالی ۶۸°۰۰′شرقی / ۳۱٫۱°شمالی ۶۸٫۰°شرقی   | ۱۳۴ کیلومتر (۸۳ مایل)  |                 | [ ۱ ]    |
| ۳ مارس ۲۲۷     | ۰۸:۲۱:۰۶             | ۶۵         | حلقه‌ای | ۰٫۹۷۶۹ | 02 دقیقه و 24 ثانیه | ۵°۳۶′شمالی ۱۰۵°۳۰′شرقی / ۵٫۶°شمالی ۱۰۵٫۵°شرقی   | ۸۵ کیلومتر (۵۳ مایل)   |                 | [ ۱ ]    |
| ۲۷ اوت ۲۲۷     | ۲۳:۲۳:۲۲             | ۷۰         | حلقه‌ای | ۰٫۹۸۵۸ | 01 دقیقه و 28 ثانیه | ۳°۲۴′جنوبی ۱۲۳°۳۶′غربی / ۳٫۴°جنوبی ۱۲۳٫۶°غربی   | ۵۲ کیلومتر (۳۲ مایل)   |                 | [ ۱ ]    |
| ۲۰ فوریه ۲۲۶   | ۱۸:۳۸:۴۲             | ۷۵         | Total  | ۱٫۰۱۵۹ | 01 دقیقه و 06 ثانیه | ۵۴°۴۲′شمالی ۸۸°۴۸′غربی / ۵۴٫۷°شمالی ۸۸٫۸°غربی   | ۲۵۵ کیلومتر (۱۵۸ مایل) |                 | [ ۱ ]    |
| ۱۷ اوت ۲۲۶     | ۰۳:۳۸:۰۸             | ۸۰         | جزئی   | ۰٫۸۵۷۵ | —                   | ۶۱°۴۸′جنوبی ۱۲۱°۱۲′شرقی / ۶۱٫۸°جنوبی ۱۲۱٫۲°شرقی | —                      |                 | [ ۱ ]    |
| ۱۲ ژانویه ۲۲۵  | ۰۰:۱۹:۲۹             | ۴۷         | جزئی   | ۰٫۹۹۳۲ | —                   | ۶۴°۰۰′جنوبی ۲۰°۳۶′شرقی / ۶۴٫۰°جنوبی ۲۰٫۶°شرقی   | —                      |                 | [ ۱ ]    |
| ۶ ژوئیه ۲۲۵    | ۱۲:۵۹:۱۵             | ۵۲         | جزئی   | ۰٫۸۴۸۶ | —                   | ۶۴°۴۸′شمالی ۱۶۴°۱۲′غربی / ۶۴٫۸°شمالی ۱۶۴٫۲°غربی | —                      |                 | [ ۱ ]    |
| ۳۱ دسامبر ۲۲۵  | ۱۴:۲۴:۴۷             | ۵۷         | مرکب   | ۱٫۰۰۴۶ | 00 دقیقه و 24 ثانیه | ۴۳°۵۴′جنوبی ۲۴°۰۶′شرقی / ۴۳٫۹°جنوبی ۲۴٫۱°شرقی   | ۱۷ کیلومتر (۱۱ مایل)   |                 | [ ۱ ]    |
| ۲۵ ژوئن ۲۲۴    | ۲۰:۰۷:۴۸             | ۶۲         | Total  | ۱٫۰۱۸۴ | 01 دقیقه و 42 ثانیه | ۳۸°۵۴′شمالی ۶۶°۴۸′غربی / ۳۸٫۹°شمالی ۶۶٫۸°غربی   | ۶۵ کیلومتر (۴۰ مایل)   |                 | [ ۱ ]    |
| ۲۰ دسامبر ۲۲۴  | ۲۲:۲۴:۱۱             | ۶۷         | حلقه‌ای | ۰٫۹۴۸۱ | 06 دقیقه و 50 ثانیه | ۲°۳۰′جنوبی ۱۰۲°۵۴′غربی / ۲٫۵°جنوبی ۱۰۲٫۹°غربی   | ۲۰۵ کیلومتر (۱۲۷ مایل) |                 | [ ۱ ]    |
| ۱۵ ژوئن ۲۲۳    | ۱۰:۰۸:۲۷             | ۷۲         | Total  | ۱٫۰۶۶۸ | 06 دقیقه و 28 ثانیه | ۷°۰۶′جنوبی ۸۰°۱۸′شرقی / ۷٫۱°جنوبی ۸۰٫۳°شرقی     | ۲۵۳ کیلومتر (۱۵۷ مایل) |                 | [ ۱ ]    |
| ۹ دسامبر ۲۲۳   | ۲۳:۱۸:۲۰             | ۷۷         | جزئی   | ۰٫۸۳۷۱ | —                   | ۶۷°۰۶′شمالی ۱۱۴°۰۰′غربی / ۶۷٫۱°شمالی ۱۱۴٫۰°غربی | —                      |                 | [ ۱ ]    |
| ۶ مه ۲۲۲       | ۲۰:۲۸:۳۸             | ۴۴         | جزئی   | ۰٫۴۷۹۰ | —                   | ۷۰°۰۶′شمالی ۱۴۶°۱۸′شرقی / ۷۰٫۱°شمالی ۱۴۶٫۳°شرقی | —                      |                 | [ ۱ ]    |
| ۵ ژوئن ۲۲۲     | ۰۳:۲۲:۳۴             | ۸۲         | جزئی   | ۰٫۵۷۸۴ | —                   | ۶۷°۴۲′جنوبی ۱۶۸°۵۴′غربی / ۶۷٫۷°جنوبی ۱۶۸٫۹°غربی | —                      |                 | [ ۱ ]    |
| ۳۰ اکتبر ۲۲۲   | ۰۵:۳۱:۲۱             | ۴۹         | جزئی   | ۰٫۴۹۶۶ | —                   | ۷۰°۴۲′جنوبی ۱۸°۱۸′شرقی / ۷۰٫۷°جنوبی ۱۸٫۳°شرقی   | —                      |                 | [ ۱ ]    |
| ۲۵ آوریل ۲۲۱   | ۰۹:۴۵:۵۷             | ۵۴         | مرکب   | ۱٫۰۰۷۲ | 00 دقیقه و 37 ثانیه | ۴۵°۱۲′شمالی ۷۴°۳۶′شرقی / ۴۵٫۲°شمالی ۷۴٫۶°شرقی   | ۳۰ کیلومتر (۱۹ مایل)   |                 | [ ۱ ]    |
| ۱۸ اکتبر ۲۲۱   | ۱۴:۳۲:۵۱             | ۵۹         | مرکب   | ۱٫۰۱۲۲ | 01 دقیقه و 03 ثانیه | ۳۸°۳۶′جنوبی ۲°۰۰′شرقی / ۳۸٫۶°جنوبی ۲٫۰°شرقی     | ۴۹ کیلومتر (۳۰ مایل)   |                 | [ ۱ ]    |
| ۱۴ آوریل ۲۲۰   | ۱۵:۵۵:۵۳             | ۶۴         | حلقه‌ای | ۰٫۹۵۸۵ | 05 دقیقه و 11 ثانیه | ۳°۰۶′جنوبی ۱°۴۲′غربی / ۳٫۱°جنوبی ۱٫۷°غربی       | ۱۵۴ کیلومتر (۹۶ مایل)  |                 | [ ۱ ]    |
| ۸ اکتبر ۲۲۰    | ۰۵:۱۳:۱۴             | ۶۹         | Total  | ۱٫۰۵۱۹ | 04 دقیقه و 43 ثانیه | ۵°۱۸′شمالی ۱۵۶°۲۴′شرقی / ۵٫۳°شمالی ۱۵۶٫۴°شرقی   | ۱۷۵ کیلومتر (۱۰۹ مایل) |                 | [ ۱ ]    |
| ۳ آوریل ۲۱۹    | ۱۶:۳۴:۰۷             | ۷۴         | حلقه‌ای | ۰٫۹۳۲۶ | 05 دقیقه و 40 ثانیه | ۶۳°۰۶′جنوبی ۲۶°۱۸′شرقی / ۶۳٫۱°جنوبی ۲۶٫۳°شرقی   | ۸۵۸ کیلومتر (۵۳۳ مایل) |                 | [ ۱ ]    |
| ۲۷ سپتامبر ۲۱۹ | ۲۱:۰۸:۱۱             | ۷۹         | Total  | ۱٫۰۳۲۴ | 02 دقیقه و 16 ثانیه | ۵۵°۴۸′شمالی ۵۶°۰۶′غربی / ۵۵٫۸°شمالی ۵۶٫۱°غربی   | ۲۲۰ کیلومتر (۱۴۰ مایل) |                 | [ ۱ ]    |
| ۲۲ فوریه ۲۱۸   | ۰۵:۳۸:۳۲             | ۴۶         | جزئی   | ۰٫۷۱۵۳ | —                   | ۷۰°۴۸′شمالی ۱۰۰°۲۴′شرقی / ۷۰٫۸°شمالی ۱۰۰٫۴°شرقی | —                      |                 | [ ۱ ]    |
| ۱۸ اوت ۲۱۸     | ۲۰:۳۲:۳۳             | ۵۱         | جزئی   | ۰٫۷۰۸۹ | —                   | ۷۰°۱۸′جنوبی ۱۱۶°۰۶′غربی / ۷۰٫۳°جنوبی ۱۱۶٫۱°غربی | —                      |                 | [ ۱ ]    |
| ۱۱ فوریه ۲۱۷   | ۱۷:۳۹:۲۲             | ۵۶         | Total  | ۱٫۰۳۸۹ | 03 دقیقه و 48 ثانیه | ۶°۵۴′شمالی ۳۱°۲۴′غربی / ۶٫۹°شمالی ۳۱٫۴°غربی     | ۱۴۱ کیلومتر (۸۸ مایل)  |                 | [ ۱ ]    |
| ۶ اوت ۲۱۷      | ۲۳:۰۷:۲۶             | ۶۱         | حلقه‌ای | ۰٫۹۴۰۴ | 08 دقیقه و 12 ثانیه | ۷°۳۶′جنوبی ۱۱۶°۳۶′غربی / ۷٫۶°جنوبی ۱۱۶٫۶°غربی   | ۲۴۴ کیلومتر (۱۵۲ مایل) |                 | [ ۱ ]    |
| ۳۱ ژانویه ۲۱۶  | ۰۹:۳۱:۵۶             | ۶۶         | Total  | ۱٫۰۵۴۸ | 04 دقیقه و 30 ثانیه | ۳۶°۱۸′جنوبی ۹۸°۵۴′شرقی / ۳۶٫۳°جنوبی ۹۸٫۹°شرقی   | ۱۹۰ کیلومتر (۱۲۰ مایل) |                 | [ ۱ ]    |
| ۲۶ ژوئیه ۲۱۶   | ۲۳:۲۸:۰۵             | ۷۱         | حلقه‌ای | ۰٫۹۵۲۸ | 05 دقیقه و 14 ثانیه | ۳۸°۴۲′شمالی ۱۱۵°۰۶′غربی / ۳۸٫۷°شمالی ۱۱۵٫۱°غربی | ۱۸۲ کیلومتر (۱۱۳ مایل) |                 | [ ۱ ]    |
| ۲۱ ژانویه ۲۱۵  | ۰۰:۳۸:۴۹             | ۷۶         | جزئی   | ۰٫۹۶۳۴ | —                   | ۶۸°۱۸′جنوبی ۳۱°۲۴′شرقی / ۶۸٫۳°جنوبی ۳۱٫۴°شرقی   | —                      |                 | [ ۱ ]    |
| ۱۶ ژوئیه ۲۱۵   | ۰۴:۵۱:۱۲             | ۸۱         | جزئی   | ۰٫۹۰۷۲ | —                   | ۶۷°۲۴′شمالی ۲۴°۴۲′غربی / ۶۷٫۴°شمالی ۲۴٫۷°غربی   | —                      |                 | [ ۱ ]    |
| ۱۱ دسامبر ۲۱۵  | ۱۷:۵۳:۲۷             | ۴۸         | جزئی   | ۰٫۷۰۱۵ | —                   | ۶۴°۲۴′شمالی ۷°۵۴′غربی / ۶۴٫۴°شمالی ۷٫۹°غربی     | —                      |                 | [ ۱ ]    |
| ۶ ژوئن ۲۱۴     | ۱۰:۲۴:۴۲             | ۵۳         | Total  | ۱٫۰۷۰۲ | 05 دقیقه و 55 ثانیه | ۲۹°۳۰′جنوبی ۸۸°۳۶′شرقی / ۲۹٫۵°جنوبی ۸۸٫۶°شرقی   | ۳۷۷ کیلومتر (۲۳۴ مایل) |                 | [ ۱ ]    |
| ۳۰ نوامبر ۲۱۴  | ۱۷:۳۲:۲۳             | ۵۸         | حلقه‌ای | ۰٫۹۱۴۸ | 11 دقیقه و 47 ثانیه | ۷°۰۰′شمالی ۲۳°۱۸′غربی / ۷٫۰°شمالی ۲۳٫۳°غربی     | ۳۷۰ کیلومتر (۲۳۰ مایل) |                 | [ ۱ ]    |
| ۲۶ مه ۲۱۳      | ۰۳:۴۲:۲۲             | ۶۳         | Total  | ۱٫۰۷۲۹ | 06 دقیقه و 23 ثانیه | ۱۷°۱۸′شمالی ۱۷۷°۱۲′شرقی / ۱۷٫۳°شمالی ۱۷۷٫۲°شرقی | ۲۳۷ کیلومتر (۱۴۷ مایل) |                 | [ ۱ ]    |
| ۱۸ نوامبر ۲۱۳  | ۱۷:۵۵:۰۳             | ۶۸         | حلقه‌ای | ۰٫۹۴۳۱ | 06 دقیقه و 10 ثانیه | ۲۹°۴۲′جنوبی ۴۲°۲۴′غربی / ۲۹٫۷°جنوبی ۴۲٫۴°غربی   | ۲۱۴ کیلومتر (۱۳۳ مایل) |                 | [ ۱ ]    |
| ۱۵ مه ۲۱۲      | ۱۸:۱۳:۵۳             | ۷۳         | Total  | ۱٫۰۲۰۱ | 01 دقیقه و 25 ثانیه | ۵۸°۵۴′شمالی ۷۲°۱۸′غربی / ۵۸٫۹°شمالی ۷۲٫۳°غربی   | ۹۹ کیلومتر (۶۲ مایل)   |                 | [ ۱ ]    |
| ۸ نوامبر ۲۱۲   | ۰۱:۰۴:۲۴             | ۷۸         | حلقه‌ای | ۰٫۹۸۹۸ | 00 دقیقه و 40 ثانیه | ۶۴°۴۸′جنوبی ۱۵۹°۱۸′شرقی / ۶۴٫۸°جنوبی ۱۵۹٫۳°شرقی | ۷۴ کیلومتر (۴۶ مایل)   |                 | [ ۱ ]    |
| ۵ آوریل ۲۱۱    | ۱۱:۵۲:۱۵             | ۴۵         | جزئی   | ۰٫۴۹۱۸ | —                   | ۶۰°۴۲′جنوبی ۱۳۸°۱۲′شرقی / ۶۰٫۷°جنوبی ۱۳۸٫۲°شرقی | —                      |                 | [ ۱ ]    |
| ۵ مه ۲۱۱       | ۰۲:۰۷:۴۹             | ۸۳         | جزئی   | ۰٫۰۱۰۹ | —                   | ۶۱°۵۴′شمالی ۸۰°۲۴′شرقی / ۶۱٫۹°شمالی ۸۰٫۴°شرقی   | —                      |                 | [ ۱ ]    |
| ۲۹ سپتامبر ۲۱۱ | ۰۴:۴۰:۲۱             | ۵۰         | جزئی   | ۰٫۷۲۵۶ | —                   | ۶۰°۴۸′شمالی ۱۰۹°۵۴′غربی / ۶۰٫۸°شمالی ۱۰۹٫۹°غربی | —                      |                 | [ ۱ ]    |
| ۲۸ اکتبر ۲۱۱   | ۱۴:۳۹:۲۹             | ۸۸         | جزئی   | ۰٫۰۷۶۱ | —                   | ۶۱°۳۰′جنوبی ۱۰۲°۵۴′غربی / ۶۱٫۵°جنوبی ۱۰۲٫۹°غربی | —                      |                 | [ ۱ ]    |
| ۲۵ مارس ۲۱۰    | ۱۲:۰۴:۲۵             | ۵۵         | حلقه‌ای | ۰٫۹۴۳۱ | 05 دقیقه و 55 ثانیه | ۲۸°۰۶′جنوبی ۷۱°۴۸′شرقی / ۲۸٫۱°جنوبی ۷۱٫۸°شرقی   | ۲۴۵ کیلومتر (۱۵۲ مایل) |                 | [ ۱ ]    |
| ۱۸ سپتامبر ۲۱۰ | ۲۰:۰۹:۴۶             | ۶۰         | Total  | ۱٫۰۲۹۸ | 02 دقیقه و 25 ثانیه | ۲۸°۳۰′شمالی ۵۴°۳۰′غربی / ۲۸٫۵°شمالی ۵۴٫۵°غربی   | ۱۱۴ کیلومتر (۷۱ مایل)  |                 | [ ۱ ]    |
| ۱۳ مارس ۲۰۹    | ۱۵:۴۸:۱۰             | ۶۵         | حلقه‌ای | ۰٫۹۸۳۲ | 01 دقیقه و 41 ثانیه | ۷°۰۰′شمالی ۶°۵۴′غربی / ۷٫۰°شمالی ۶٫۹°غربی       | ۶۱ کیلومتر (۳۸ مایل)   |                 | [ ۱ ]    |
| ۷ سپتامبر ۲۰۹  | ۰۷:۰۰:۰۰             | ۷۰         | حلقه‌ای | ۰٫۹۷۹۷ | 02 دقیقه و 05 ثانیه | ۴°۵۴′جنوبی ۱۲۱°۱۸′شرقی / ۴٫۹°جنوبی ۱۲۱٫۳°شرقی   | ۷۴ کیلومتر (۴۶ مایل)   |                 | [ ۱ ]    |
| ۳ مارس ۲۰۸     | ۰۲:۳۷:۵۹             | ۷۵         | Total  | ۱٫۰۲۴۲ | 01 دقیقه و 42 ثانیه | ۵۰°۳۰′شمالی ۱۵۴°۱۲′شرقی / ۵۰٫۵°شمالی ۱۵۴٫۲°شرقی | ۲۳۰ کیلومتر (۱۴۰ مایل) |                 | [ ۱ ]    |
| ۲۷ اوت ۲۰۸     | ۱۰:۴۲:۲۳             | ۸۰         | حلقه‌ای | ۰٫۹۴۴۹ | —                   | ۶۱°۱۸′جنوبی ۵°۱۸′شرقی / ۶۱٫۳°جنوبی ۵٫۳°شرقی     | —                      |                 | [ ۱ ]    |
| ۲۲ ژانویه ۲۰۷  | ۰۸:۵۶:۳۳             | ۴۷         | جزئی   | ۰٫۹۶۵۱ | —                   | ۶۳°۱۲′جنوبی ۱۱۹°۰۰′غربی / ۶۳٫۲°جنوبی ۱۱۹٫۰°غربی | —                      |                 | [ ۱ ]    |
| ۱۷ ژوئیه ۲۰۷   | ۱۹:۴۳:۰۴             | ۵۲         | جزئی   | ۰٫۷۲۲۹ | —                   | ۶۳°۵۴′شمالی ۸۴°۱۸′شرقی / ۶۳٫۹°شمالی ۸۴٫۳°شرقی   | —                      |                 | [ ۱ ]    |
| ۱۱ ژانویه ۲۰۶  | ۲۲:۵۵:۰۰             | ۵۷         | مرکب   | ۱٫۰۰۳۶ | 00 دقیقه و 19 ثانیه | ۴۳°۰۰′جنوبی ۱۰۰°۴۸′غربی / ۴۳٫۰°جنوبی ۱۰۰٫۸°غربی | ۱۳ کیلومتر (۸٫۱ مایل)  |                 | [ ۱ ]    |
| ۷ ژوئیه ۲۰۶    | ۰۳:۱۶:۰۱             | ۶۲         | Total  | ۱٫۰۲۰۰ | 01 دقیقه و 46 ثانیه | ۴۲°۴۲′شمالی ۱۷۱°۳۰′غربی / ۴۲٫۷°شمالی ۱۷۱٫۵°غربی | ۷۳ کیلومتر (۴۵ مایل)   |                 | [ ۱ ]    |
| ۱ ژانویه ۲۰۵   | ۰۶:۳۵:۳۳             | ۶۷         | حلقه‌ای | ۰٫۹۴۷۱ | 06 دقیقه و 55 ثانیه | ۳°۰۰′جنوبی ۱۳۳°۰۰′شرقی / ۳٫۰°جنوبی ۱۳۳٫۰°شرقی   | ۲۰۸ کیلومتر (۱۲۹ مایل) |                 | [ ۱ ]    |
| ۲۵ ژوئن ۲۰۵    | ۱۷:۳۳:۰۲             | ۷۲         | Total  | ۱٫۰۶۸۶ | 06 دقیقه و 36 ثانیه | ۱°۴۲′جنوبی ۳۳°۰۶′غربی / ۱٫۷°جنوبی ۳۳٫۱°غربی     | ۲۴۷ کیلومتر (۱۵۳ مایل) |                 | [ ۱ ]    |
| ۲۰ دسامبر ۲۰۵  | ۰۷:۱۸:۳۵             | ۷۷         | جزئی   | ۰٫۸۴۶۴ | —                   | ۶۶°۰۰′شمالی ۱۱۴°۲۴′شرقی / ۶۶٫۰°شمالی ۱۱۴٫۴°شرقی | —                      |                 | [ ۱ ]    |
| ۱۷ مه ۲۰۴      | ۰۳:۴۹:۴۲             | ۴۴         | جزئی   | ۰٫۳۳۶۰ | —                   | ۶۹°۱۸′شمالی ۲۲°۴۸′شرقی / ۶۹٫۳°شمالی ۲۲٫۸°شرقی   | —                      |                 | [ ۱ ]    |
| ۱۵ ژوئن ۲۰۴    | ۱۰:۴۶:۴۵             | ۸۲         | جزئی   | ۰٫۷۱۷۳ | —                   | ۶۶°۴۲′جنوبی ۶۸°۰۶′شرقی / ۶۶٫۷°جنوبی ۶۸٫۱°شرقی   | —                      |                 | [ ۱ ]    |
| ۹ نوامبر ۲۰۴   | ۱۳:۴۸:۴۳             | ۴۹         | جزئی   | ۰٫۴۹۳۷ | —                   | ۶۹°۵۴′جنوبی ۱۱۹°۵۴′غربی / ۶۹٫۹°جنوبی ۱۱۹٫۹°غربی | —                      |                 | [ ۱ ]    |
| ۶ مه ۲۰۳       | ۱۶:۴۷:۲۲             | ۵۴         | مرکب   | ۱٫۰۰۴۱ | 00 دقیقه و 20 ثانیه | ۵۴°۲۴′شمالی ۳۴°۱۸′غربی / ۵۴٫۴°شمالی ۳۴٫۳°غربی   | ۱۹ کیلومتر (۱۲ مایل)   |                 | [ ۱ ]    |
| ۲۹ اکتبر ۲۰۳   | ۲۳:۰۷:۴۶             | ۵۹         | مرکب   | ۱٫۰۱۲۹ | 01 دقیقه و 05 ثانیه | ۴۳°۱۸′جنوبی ۱۲۷°۳۰′غربی / ۴۳٫۳°جنوبی ۱۲۷٫۵°غربی | ۵۲ کیلومتر (۳۲ مایل)   |                 | [ ۱ ]    |
| ۲۵ آوریل ۲۰۲   | ۲۲:۳۴:۲۶             | ۶۴         | حلقه‌ای | ۰٫۹۵۸۶ | 05 دقیقه و 16 ثانیه | ۵°۰۶′شمالی ۱۰۴°۳۶′غربی / ۵٫۱°شمالی ۱۰۴٫۶°غربی   | ۱۵۲ کیلومتر (۹۴ مایل)  |                 | [ ۱ ]    |
| ۱۹ اکتبر ۲۰۲   | ۱۳:۵۲:۰۹             | ۶۹         | Total  | ۱٫۰۵۰۱ | 04 دقیقه و 37 ثانیه | ۰°۲۴′شمالی ۲۴°۴۲′شرقی / ۰٫۴°شمالی ۲۴٫۷°شرقی     | ۱۶۹ کیلومتر (۱۰۵ مایل) |                 | [ ۱ ]    |
| ۱۳ آوریل ۲۰۱   | ۲۳:۱۲:۳۶             | ۷۴         | حلقه‌ای | ۰٫۹۳۸۲ | 06 دقیقه و 00 ثانیه | ۵۰°۵۴′جنوبی ۹۱°۲۴′غربی / ۵۰٫۹°جنوبی ۹۱٫۴°غربی   | ۴۸۳ کیلومتر (۳۰۰ مایل) |                 | [ ۱ ]    |
| ۸ اکتبر ۲۰۱    | ۰۵:۳۴:۰۳             | ۷۹         | Total  | ۱٫۰۲۸۱ | 02 دقیقه و 06 ثانیه | ۵۰°۲۴′شمالی ۱۷۱°۰۰′شرقی / ۵۰٫۴°شمالی ۱۷۱٫۰°شرقی | ۱۸۱ کیلومتر (۱۱۲ مایل) |                 | [ ۱ ]    |